# Црква Светог Романа Слаткопојца на планини Суторман
Црква Светог Романа Слаткопојца на планини Суторман je храм Српске православне цркве, митрополије црногорско-приморске. Налази се на планини Суторман у Црној Гори. Планина и црква носе име по Светом Роману Слаткопојцу.

## Историја
Павле Ровински је записао да се на превоју између Црмнице и Бара налазила црква Светог Романа. Записао је и да нико зна када је порушена, а неколико пута је народ обнављао зидове. Турци су их редовно рушили, да Црногорци иза њих не би могли постављати засједе. Онда су чобани почели да је граде од сувомеђе. Назив ове цркве и планине су у вези, па је планина добила име по овом светитељу, чија је црква ту некада постојала (идентично је и са именима Суторина од Св. Ирина, Сутоморе од Св. Марија, Сутвара од Св. Варвара...). Нова црква, 10 метара од мјеста гдје је некада била стара, грађена је од 2004. године, а прва Литургија је служена 2019. године. Народно предање говори да је стара црква из 1351. године. До 1938. године је постојао обичај да се на Марковдан вршила литија од Цркве Свете Петке у Лимљанима до остатака храма Светог Романа. Традиција је обновљена 2004. године.